# Cristino Castro
Cristino Castro é um município brasileiro do estado do Piauí.

## Geografia
Localiza-se a uma latitude 08º49'04" sul e a uma longitude 44º13'27" oeste, estando a uma altitude de 239 metros. Sua população estimada em 2013 era de 10.956 habitantes.
- Subdivisão para o Desenvolvimento Sustentável:
  - Macrorregião dos Cerrados Piauienses;
  - Território da Chapada das Mangabeiras;
  - Aglomerado 23[6].

As unidades geológicas cujas litologias afloram na totalidade da área do  município pertencem às coberturas sedimentares abaixo:
- Depósitos aluvionares: areia e cascalho, inconsolidados
- Depósitos colúvio-eluviais: areia, argila, cascalho, laterita
- Formação Poti: arenito, folhelho, siltito
- Formação Longá: folhelho, siltito, calcário
- Formação Piauí: arenito, siltito, folhelho, calcário
- Formação Cabeças: arenito, conglomerado, siltito

### Clima
No município predomina o clima tropical sazonal, típicos das regiões de cerrado no Brasil. Fatores como a baixa altitude e latitude tornam o município mais propício às elevadas temperaturas, que associadas ao ar úmido da região causa sensações térmicas bem acentuadas. As temperaturas mais elevadas do município podem chegar aos 36 °C, que geralmente ocorrem entre agosto e outubro, sendo essa época a mais quente do ano. Já as temperaturas mínimas ficam em torno dos 18-19 °C, que pode ocorrer entre o trimestre de junho-julho-agosto, quando o município passa pela alta temporada da estação seca.
Segundo dados do Instituto Nacional de Meteorologia (INMET), referentes ao período de 1979 a 1985 e 1993 a 2017, a menor temperatura registrada em Cristino Castro foi de 10,2 °C em 6 de agosto de 1982, e a maior atingiu 41,6 °C em 24 de setembro de 2013. O maior acumulado de precipitação em 24 horas foi de 125 milímetros (mm) em 13 de março de 2011. Janeiro de 2004, com 542,4 mm, foi o mês de maior precipitação, seguido por fevereiro de 2017 (408,1 mm) e março de 2008 (404 mm).
| Dados climatológicos para Cristino Castro | Dados climatológicos para Cristino Castro | Dados climatológicos para Cristino Castro | Dados climatológicos para Cristino Castro | Dados climatológicos para Cristino Castro | Dados climatológicos para Cristino Castro | Dados climatológicos para Cristino Castro | Dados climatológicos para Cristino Castro | Dados climatológicos para Cristino Castro | Dados climatológicos para Cristino Castro | Dados climatológicos para Cristino Castro | Dados climatológicos para Cristino Castro | Dados climatológicos para Cristino Castro | Dados climatológicos para Cristino Castro |
| Mês | Jan                                       | Fev                                       | Mar                                       | Abr                                       | Mai                                       | Jun                                       | Jul                                       | Ago                                       | Set                                       | Out                                       | Nov                                       | Dez                                       | Ano                                       |
| --- | ----------------------------------------- | ----------------------------------------- | ----------------------------------------- | ----------------------------------------- | ----------------------------------------- | ----------------------------------------- | ----------------------------------------- | ----------------------------------------- | ----------------------------------------- | ----------------------------------------- | ----------------------------------------- | ----------------------------------------- | ----------------------------------------- |
| Temperatura máxima recorde (°C) | 40                                        | 38,6                                      | 39,6                                      | 39,8                                      | 39,4                                      | 38,6                                      | 38,6                                      | 39,8                                      | 41,6                                      | 41,4                                      | 41                                        | 40                                        | 41,6                                      |
| Temperatura máxima média (°C) | 32,2                                      | 31,8                                      | 31,6                                      | 32,5                                      | 33,3                                      | 33,7                                      | 34,6                                      | 36                                        | 37,2                                      | 36,5                                      | 34,8                                      | 32,8                                      | 33,9                                      |
| Temperatura média compensada (°C) | 26                                        | 25,6                                      | 25,6                                      | 26,1                                      | 26,3                                      | 25,9                                      | 26,6                                      | 27,9                                      | 29,6                                      | 29,5                                      | 27,9                                      | 26,3                                      | 26,9                                      |
| Temperatura mínima média (°C) | 20,5                                      | 20,6                                      | 20,9                                      | 20,7                                      | 20                                        | 18,2                                      | 17,9                                      | 19,3                                      | 21,1                                      | 22                                        | 21,5                                      | 20,7                                      | 20,3                                      |
| Temperatura mínima recorde (°C) | 13                                        | 13,6                                      | 13                                        | 14,4                                      | 14,4                                      | 10,8                                      | 10,4                                      | 10,2                                      | 11,2                                      | 12                                        | 14                                        | 12                                        | 10,2                                      |
| Precipitação (mm) | 150,5                                     | 147,4                                     | 158,4                                     | 115,1                                     | 42,8                                      | 6,2                                       | 0,1                                       | 2,6                                       | 9,2                                       | 69,8                                      | 94,9                                      | 128,9                                     | 925,9                                     |
| Dias com precipitação (≥ 1 mm) | 11                                        | 11                                        | 12                                        | 9                                         | 4                                         | 1                                         | 0                                         | 0                                         | 1                                         | 5                                         | 6                                         | 10                                        | 70                                        |
| Umidade relativa compensada (%) | 74,6                                      | 79,4                                      | 81,6                                      | 77                                        | 71                                        | -                                         | 51                                        | 44,2                                      | 44                                        | 51,2                                      | 60,6                                      | 72,6                                      | -                                         |
| Insolação (h) | 174                                       | 165,2                                     | 174,7                                     | 206,3                                     | 249,5                                     | 273,1                                     | 294,1                                     | 301,8                                     | 278,1                                     | 248,2                                     | 207,2                                     | 138,2                                     | 2 710,4                                   |
| Fonte: Instituto Nacional de Meteorologia (INMET) (normal climatológica de 1981-2010; recordes de temperatura: 01/01/1979 a 31/12/1985 e 01/01/1993 a 31/03/2017) |                                           |                                           |                                           |                                           |                                           |                                           |                                           |                                           |                                           |                                           |                                           |                                           |                                           |

## Demografia
No censo de 2010 o município possuía uma população de 9.981 habitantes o  que gerava uma densidade demográfica de cerca de 5,38 hab/km².
Estima-se que atualmente o município já tenha um total de 10.956 habitantes, sendo que do percentual total da população cerca de 55,7% são residentes do contexto rural. 

### IDH
Evolução do índice no município:
- 0,344 (1991)
- 0,460 (2000)
- 0,566 (2010)

O Índice de Desenvolvimento Humano Municipal de Cristino Castro é 0,566, em 2010. O município ainda está situado na faixa de baixo desenvolvimento. Entre 2000 e 2010, a dimensão que mais cresceu em termos absolutos foi Educação, seguida por Renda e por Longevidade. Já entre os anos de 1991 e 2000, a dimensão que mais cresceu foi Renda, seguida por Educação e Longevidade.
Veja como é comporto o IDH do município:
- Educação: 0,434
- Longevidade: 0,713
- Renda: 0,586

Cristino Castro ocupa a 4921ª posição, em 2010, em relação aos 5.565 municípios do Brasil. Dos 224 municípios do estado do Piauí, Cristino Castro ocupa a 109ª posição.
Quanto a desigualdade, observa-se que se manteve: o Índice de Gini passou de 0,59 em 1991 para 0,68 em 2000 e para 0,59 em 2010.

## Turismo
O que mais chama a atenção no município é a existência dos famosos "poços jorrantes", de onde sai naturalmente água mineral da melhor qualidade e já morna para o banho.
A região de Cristino Castro é uma grande estância termal localizada no sudoeste do Piauí, suas águas mornas surgiram devido ao ciclo do magma que penetra na rocha permeável fazendo uma onda de calor que aplicada em cima das águas, deixa-as calmas e forma-se geisers. O município fica em cima de ondas de magma, por isso essa região ficou muito conhecida no Piauí.